# Чемпионат Азии по международным шашкам
Чемпионат Азии по международным шашкам — соревнование по шашкам, которое проводится Азиатской конфедерацией шашек. Первый чемпионат прошёл в 1996 году в Небит-Даге, Туркмения, второй чемпионат прошёл в столице Монголии Улан-Баторе в 1999 году. Начиная с третьего, чемпионаты проводятся созданной в 2000 году Азиатской конфедерацией шашек и являются отборочными соревнованиями на чемпионат мира.
С 2012 года чемпионат Азии проводится ежегодно. В последние годы турниры проводятся одновременно по трём программам: в основной программе, в быстрых шашках и в блице, а также в разных возрастных категориях. Очередной чемпионат был проведён только в 2022 году из-за пандемии Covid 19.
В рамках чемпионата Азии проводятся также чемпионаты по по шашкам-64 (с 2013 года) и по турецким шашкам (с 2015 года).

## Призёры
| Призёры Чемпионатов Азии по международным шашкам среди мужчин | Призёры Чемпионатов Азии по международным шашкам среди мужчин | Призёры Чемпионатов Азии по международным шашкам среди мужчин | Призёры Чемпионатов Азии по международным шашкам среди мужчин | Призёры Чемпионатов Азии по международным шашкам среди мужчин | Призёры Чемпионатов Азии по международным шашкам среди мужчин |
| ------------------------------------------------------------- | ------------------------------------------------------------- | ------------------------------------------------------------- | ------------------------------------------------------------- | ------------------------------------------------------------- | ------------------------------------------------------------- |
| Дата                                                          | Место                                                         | Золото                                                        | Серебро                                                       | Бронза                                                        | Форма соревнований                                            |
| 1996                                                          | Небит-Даг,                                                    | Мустафа Дурдыев                                               | Вячеслав Щёголев                                              | Николай Мищанский                                             | круговая система                                              |
| 1999                                                          | Улан-Батор,                                                   | Дул Эрдэнэбилэг                                               | Николай Мищанский                                             | Отгонбаярын Тувшинболд                                        | круговая система                                              |
| 2001                                                          | Эрденет,                                                      | Дул Эрдэнэбилэг                                               | Муродулло Амриллаев                                           | Гаврил Колесов                                                | круговая система                                              |
| 2003                                                          | Чандигарх,                                                    | Дул Эрдэнэбилэг                                               | Ганжаргалын Ганбаатар                                         | Галимзян Сарсекеев                                            | круговая система 11 участников из 7 стран                     |
| 2010                                                          | Улан-Батор,                                                   | Дул Эрдэнэбилэг                                               | Алишер Артыков                                                | Равжирын Манлай                                               | круговая система с дополнительными матчами                    |
| 2012                                                          | Куала-Лумпур,                                                 | Ганжаргалын Ганбаатар                                         | Дул Эрдэнэбилэг                                               | Отгонбаярын Тувшинболд                                        |                                                               |
| 2013                                                          | Ташкент,                                                      | Делег Баттулга                                                | Дул Эрдэнэбилэг                                               | Чжоу Вэй                                                      |                                                               |
| 2014                                                          | Бангкок,                                                      | Дул Эрдэнэбилэг                                               | Ганжаргалын Ганбаатар                                         | Чжоу Вэй                                                      | швейцарская система в 9 туров                                 |
| 2015                                                          | Ташкент,                                                      | Отгонбаярын Тувшинболд Чжоу Вэй                               | —                                                             | Гао Вэньлун                                                   | швейцарская система в 7 туров                                 |
| 2016                                                          | Улан-Батор,                                                   | Равжирын Манлай                                               | Дул Эрдэнэбилэг                                               | Делег Баттулга                                                | швейцарская система в 9 туров                                 |
| 2017                                                          | Ташкент,                                                      | Ли Чжэнью                                                     | Пань Имин                                                     | Гэрэлболд Ганболд                                             | швейцарская система в 7 туров                                 |
| 2018                                                          | Синьтай,                                                      | Пань Имин                                                     | Цэрэнбямбын Отгонбилэг                                        | Чжоу Вэй                                                      | швейцарская система в 8 туров                                 |
| 2019                                                          | Ташкент,                                                      | Баатарсух Мункижн                                             | Гао Вэньлун                                                   | Пань Имин                                                     | швейцарская система в 7 туров                                 |
| 2022                                                          | Ташкент,                                                      | Сухбат Цогтбаатар                                             | Дул Эрдэнэбилэг                                               | Анхбаяр Дащирев                                               | швейцарская система в 7 туров                                 |
| 2024                                                          | Ташкент,                                                      | Чжоу Вэй                                                      | Алишер Артыков                                                | Сюэ Хаотянь                                                   | швейцарская система в 7 туров                                 |

### Блиц
| Призёры Чемпионатов Азии по международным шашкам среди мужчин (блиц) | Призёры Чемпионатов Азии по международным шашкам среди мужчин (блиц) | Призёры Чемпионатов Азии по международным шашкам среди мужчин (блиц) | Призёры Чемпионатов Азии по международным шашкам среди мужчин (блиц) | Призёры Чемпионатов Азии по международным шашкам среди мужчин (блиц) | Призёры Чемпионатов Азии по международным шашкам среди мужчин (блиц) |
| -------------------------------------------------------------------- | -------------------------------------------------------------------- | -------------------------------------------------------------------- | -------------------------------------------------------------------- | -------------------------------------------------------------------- | -------------------------------------------------------------------- |
| Год                                                                  | Место                                                                | Золото                                                               | Серебро                                                              | Бронза                                                               | Форма соревнований                                                   |
| 2010                                                                 | Улан-Батор,                                                          | Дул Эрдэнэбилэг                                                      | Делег Баттулга                                                       | Алишер Артыков                                                       | круговая система                                                     |
| 2012                                                                 | Куала-Лумпур,                                                        | Дул Эрдэнэбилэг                                                      | Алишер Артыков                                                       | Делег Баттулга                                                       |                                                                      |
| 2013                                                                 | Ташкент,                                                             | Дул Эрдэнэбилэг                                                      | Равжирын Манлай                                                      | Ганболд Буренболд                                                    |                                                                      |
| 2014                                                                 | Бангкок,                                                             | Дул Эрдэнэбилэг                                                      | Алишер Артыков                                                       | Отгонбаярын Тувшинболд                                               | швейцарская система в 7 туров                                        |
| 2015                                                                 | Ташкент,                                                             | Алишер Артыков Цю Хаочунь                                            | —                                                                    | Гао Вэньлун                                                          | швейцарская система в 7 туров                                        |
| 2016                                                                 | Улан-Батор,                                                          | Ганжаргалын Ганбаатар                                                | Делег Баттулга                                                       | Сюн Чжиюн                                                            | швейцарская система в 7 туров                                        |
| 2017                                                                 | Ташкент,                                                             | Ван Чэнфань                                                          | Гэрэлболд Ганболд                                                    | Тянь Чэнчэн                                                          | швейцарская система в 7 туров                                        |
| 2018                                                                 | Синьтай,                                                             | Чжоу Вэй                                                             | Ганжаргалын Ганбаатар                                                | Сюн Чжиюн                                                            | швейцарская система в 7 туров                                        |
| 2019                                                                 | Ташкент,                                                             | Пань Имин                                                            | Ганжаргалын Ганбаатар                                                | Дул Эрдэнэбилэг                                                      | швейцарская система в 7 туров                                        |
| 2022                                                                 | Ташкент,                                                             | Ганболд Буренболд                                                    | Ганболдын Дорж                                                       | Алишер Артыков                                                       | швейцарская система в 7 туров                                        |
| 2024                                                                 | Ташкент,                                                             | Чэнь Шаомакэ                                                         | Чжоу Вэй                                                             | Алишер Артыков                                                       |                                                                      |

### Быстрые шашки
| Призёры Чемпионатов Азии по международным шашкам среди мужчин (быстрые шашки) | Призёры Чемпионатов Азии по международным шашкам среди мужчин (быстрые шашки) | Призёры Чемпионатов Азии по международным шашкам среди мужчин (быстрые шашки) | Призёры Чемпионатов Азии по международным шашкам среди мужчин (быстрые шашки) | Призёры Чемпионатов Азии по международным шашкам среди мужчин (быстрые шашки) | Призёры Чемпионатов Азии по международным шашкам среди мужчин (быстрые шашки) |
| ----------------------------------------------------------------------------- | ----------------------------------------------------------------------------- | ----------------------------------------------------------------------------- | ----------------------------------------------------------------------------- | ----------------------------------------------------------------------------- | ----------------------------------------------------------------------------- |
| Год                                                                           | Место                                                                         | Золото                                                                        | Серебро                                                                       | Бронза                                                                        | Форма соревнований                                                            |
| 2012                                                                          | Куала-Лумпур,                                                                 | Алишер Артыков                                                                | Дул Эрдэнэбилэг                                                               | Чжоу Вэй                                                                      |                                                                               |
| 2015                                                                          | Ташкент,                                                                      | Чжоу Вэй                                                                      | Цэрэнбямбын Отгонбилэг                                                        | Алишер Артыков                                                                | швейцарская система в 7 туров                                                 |
| 2016                                                                          | Улан-Батор,                                                                   | Чжоу Вэй                                                                      | Ганжаргалын Ганбаатар                                                         | Делег Баттулга                                                                | швейцарская система в 7 туров                                                 |
| 2017                                                                          | Ташкент,                                                                      | Пань Имин                                                                     | Самандар Каланов                                                              | Ван Чэнфань                                                                   | швейцарская система в 7 туров                                                 |
| 2018                                                                          | Синьтай,                                                                      | Цэрэнчулуун Хашчулуун                                                         | Пань Имин                                                                     | Чжоу Вэй                                                                      | швейцарская система в 7 туров                                                 |
| 2019                                                                          | Ташкент,                                                                      | Пань Имин                                                                     | Ганжаргалын Ганбаатар                                                         | Дул Эрдэнэбилэг Алишер Артыков                                                | швейцарская система в 7 туров                                                 |
| 2022                                                                          | Ташкент,                                                                      | Алишер Артыков                                                                | Рамазан Худойназаров                                                          | Равжирын Манлай                                                               | швейцарская система в 7 туров                                                 |
| 2024                                                                          | Ташкент,                                                                      | Чжоу Вэй                                                                      | Чэнь Шаомакэ                                                                  | Алишер Артыков                                                                | швейцарская система в 7 туров                                                 |